# لانگداک
لانگداک (به فرانسوی: Lengadòc) یکی از استان‌های تاریخی فرانسه با وسعت ۴۲٬۷۰۰ کیلومترمربع بود. امروزه این استان بین دو ناحیه لانگدوک روسیون و پیرنه میانه تقسیم شده است. مرکز این استان شهر تولوز بود که در حال حاضر در ناحیه پیرنه میانه قرار دارد.